# Multilateral Interoperability Programme
Das Multilateral Interoperability Programme (MIP) ist ein 1998 geschaffenes, multilaterales Interoperabilitätsprogramm mit dem Ziel eine gemeinsame Schnittstelle zu definieren, die den Informationsaustausch zwischen Führungsinformationssystemen der am Programm beteiligten Nationen und Organisationen gewährleistet. Der Einsatz dieser Schnittstelle ist über alle Führungsebenen möglich, eine technische Einschränkung seitens MIP existiert nicht.

## Allgemeines
Seit seinen Anfängen hat sich MIP als ein wesentlicher Standard für den militärischen Informationsaustausch entwickelt. Die aktuell verfügbare MIP Baseline 3.1 (BL3.1) basiert auf operationellen Anforderungen für einen „Joint“ Datenaustausch, „Plans and Orders“ und einem wesentlich vereinfachten Datenaustauschmechanismus (DEM) im Vergleich zur MIP BL2. Der multinationale Standard wurde zudem um operationelle Aspekte erweitert.
Die Nutzungsdauer für die MIP BL3.1 beträgt mindestens 4 Jahre (In-Service Periode 4 Plus). Optionale Erweiterung aus dem Jahr 2014, wie die „Alternative Develop and Exchange Method (ADEM)“ ermöglichen den Einsatz auch in modernen Netzwerken.
Kernelement der MIP Lösung ist das gemeinsame NATO Austauschdatenmodell JC3IEDM (Joint C3 (Command, Control and Consultation) Information Exchange Data Model), sowie dessen Nachfolger das MIM (MIP Information Model) das den Informationsraum festlegt. Für den Informationsaustausch zwischen den Systemen stehen dem Nutzer mehrere Mechanismen zur Verfügung:
- DEM der Datenaustauschmechanismus, welcher auf Basis einer Datenbankreplikation arbeitet
- MEM der Meldungsaustauschmechanismus, welcher mit einer Standard-E-Mail-Anwendung vergleichbar ist
- WebService eine Implementierung der Webservice-Mechanismen Publish / Subscripe Request / Response
- weitere Austauschmechnismen (z. B. DDS (Data Distribution Service))

## Beteiligte Nationen und Organisationen
Derzeit sind folgende 23 Nationen und Organisationen am MIP beteiligt:
| Deutschland  | Spanien     | Frankreich | Vereinigtes Königreich |
| Italien      | Niederlande | Türkei     | Vereinigte Staaten     |
| NATO         | Österreich  | Belgien    | Kanada                 |
| Schweiz      | Tschechien  | Dänemark   | Finnland               |
| Griechenland | Ungarn      | Litauen    | Norwegen               |
| Neuseeland   | Polen       | Rumänien   |                        |

## Auszeichnungen
Das Multilaterale Interoperabilitätsprogramm MIP wurde 2008 durch das amerikanische „Institute for Defense and Government Advancement“ (IDGA) als Sieger in der Kategorie „Outstanding NCW Program from a Coalition Partner“ mit dem „Network Centric Warfare Award“ ausgezeichnet. Damit wird die besondere Bedeutung von MIP für die Interoperabilität unterstrichen.